# Жуково (Сафоновский район)
 Жу́ково — деревня в Смоленской области России, в Сафоновском районе. Расположена в центральной части области в 24 км к востоку от Сафонова, в 600 м севернее автомагистрали М1 «Беларусь», на левом берегу реки Дымка. Входит в состав Богдановщинского сельского поселения. Население – 2 жителя (2007 год).

## История
- Бывшее имение дворянского рода Якушкиных. В деревне родился декабрист И. Д. Якушкин. Часто бывал в деревне известный писатель и поэт XIX века М. Н. Муравьёв.
- Билюкин, Александр Дмитриевич — Герой Советского Союза.